# Большое Кукозеро
Большое Кукозеро — озеро на территории Паданского сельского поселения Медвежьегорского района Республики Карелии.

## Общие сведения
Площадь озера — 5,8 км², площадь водосборного бассейна — 38,8 км². Располагается на высоте 161,1 метров над уровнем моря.
Форма озера лопастная, продолговатая: вытянуто с запада-северо-запада на восток-юго-восток. Берега изрезанные, каменисто-песчаные, местами заболоченные.
Через озеро протекает безымянный водоток, текущий из Малого Кукозера и втекающий с левого берега в реку Сидру, воды которой, протекая через Сидраозеро и Тумасозеро, попадают в реку Сонго, впадающую в озеро Селецкое.
В озере расположено не менее семи безымянных островов различной площади.
Код объекта в государственном водном реестре — 02020001111102000007468.